# Självporträtt som allegori över måleriet
Självporträtt som allegori över måleriet eller La Pittura är en oljemålning av den italienska barockkonstnären Artemisia Gentileschi. Den målades omkring 1638–1639, ingår i de kungliga samlingarna i Storbritannien och är utställd på Palace of Holyroodhouse i Edinburgh.
Artemisia Gentileschi föddes i Rom och gick i lära hos fadern Orazio, en av Caravaggios tidiga efterföljare. Efter ungdomsårens caravaggism utvecklades hennes stil gradvis mot elegantare kompositioner och en ljusare färgskala inspirerad av venetiansk kolorism. Bland klienterna fanns Cosimo II de' Medici, storhertig av Toscana, och kung Filip IV av Spanien. Gentileschi var den första kvinnan att vinna ryktbarhet som historiemålare och bli invald i Florens prestigefulla Accademia delle Arti del Disegno(en).
Gentileschi var omkring 1638–1642 verksam i England där hon var hovmålare åt Karl I. Där återförenades hon med sin far som varit verksam i England sedan 1624. Självporträtt som allegori över måleriet tros ha målats under vistelsen i England. Vid sin avrättning 1649 ägde Karl I sju verk av Artemisia Gentileschi, förutom detta självporträtt även bland annat Susanna och gubbarna.
Målningen är både ett självporträtt och en allegori över "måleriet" såsom det uttrycks i Cesare Ripas Iconologia. Det senare var en handbok som innehöll förklaringar till symboler och allegoriska figurer, avsedd att vara till hjälp för konstnärer. Där beskrevs den allegoriska figuren för "måleriet" som en svarthårig kvinna.  
Gentileschi målade flera självporträtt, till exempel Självporträtt som lutspelerska. Inte sällan använde hon sig själv som modell, till exempel i Självporträtt som den heliga Katarina av Alexandria. 

## Relaterade målningar

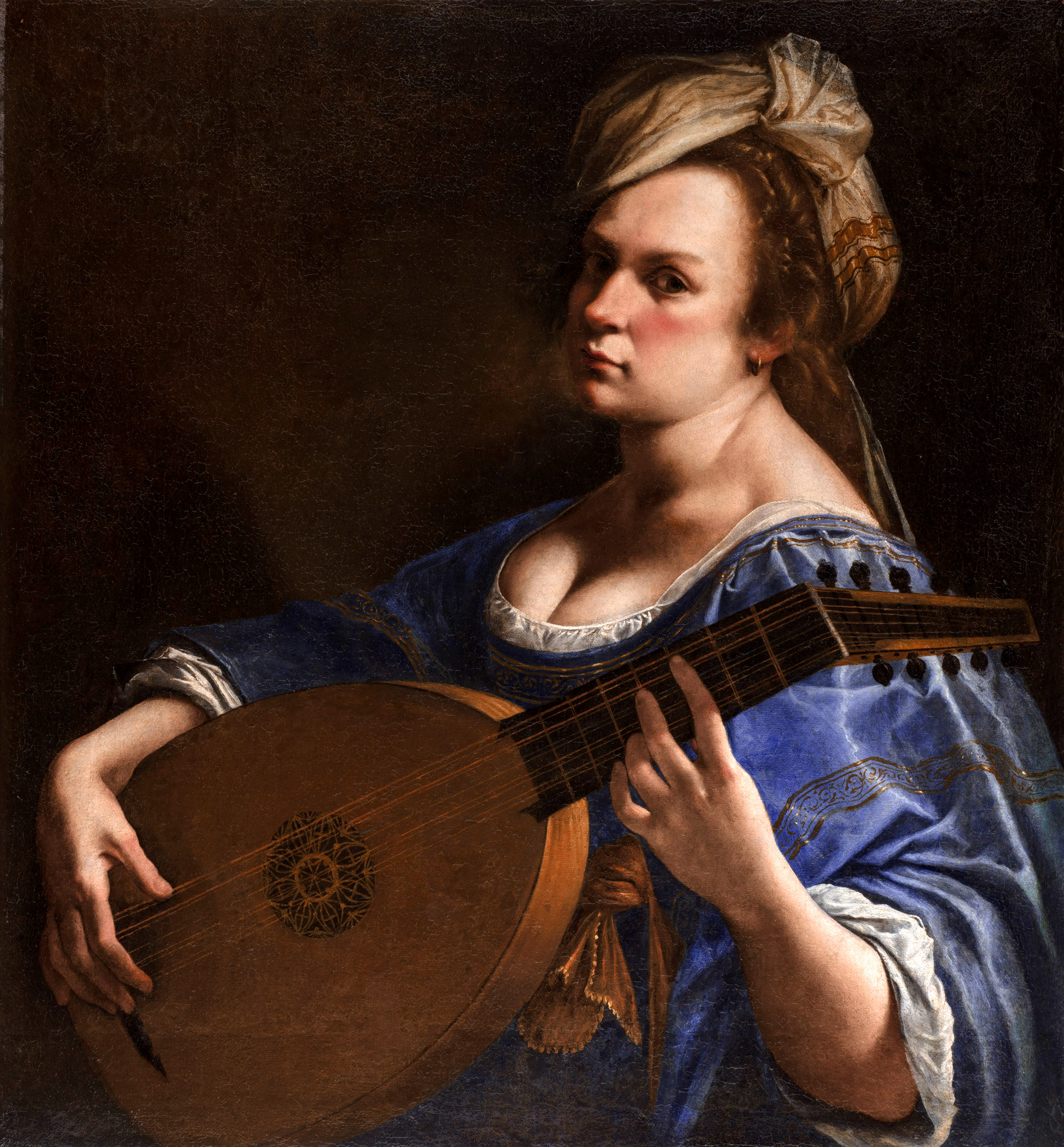
Självporträtt som lutspelerska (cirka 1615–1618), Wadsworth Atheneum Museum of Art.
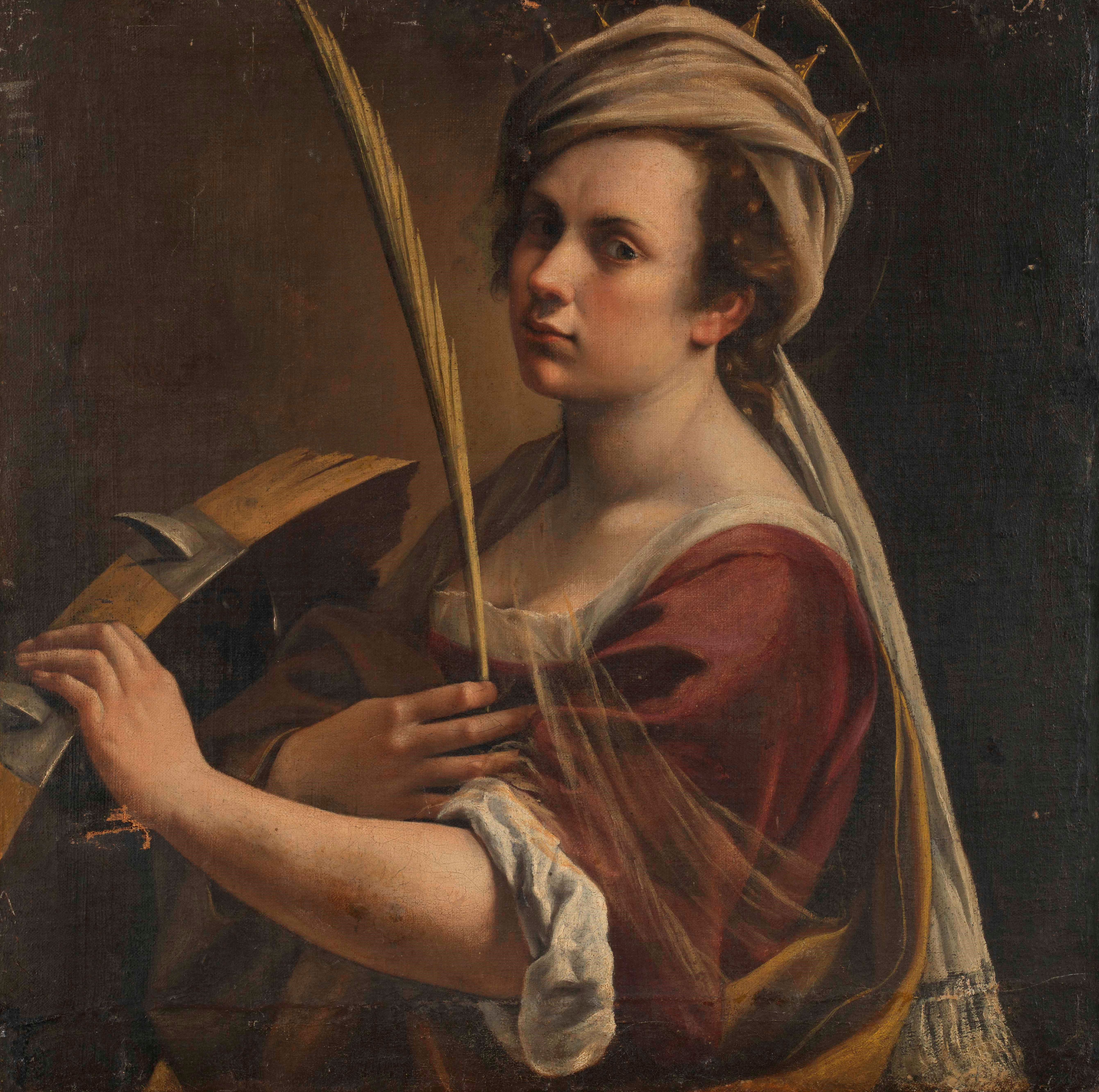
Självporträtt som den heliga Katarina av Alexandria (cirka 1615–1617), National Gallery.